# Hofanlage Alte Fährstraße 2
Die Hofanlage Alte Fährstraße 2 in der Ostemarsch in der niedersächsischen Gemeinde Hechthausen-Kleinwörden, Samtgemeinde Hemmoor, im Landkreis Cuxhaven, wurde im 19. Jahrhundert errichtet.
Aktuell (2024) wird sie als Wohnhaus und wohl landwirtschaftlich genutzt.
Die Gebäude stehen unter Denkmalschutz.

## Geschichte und Beschreibung
Hechthausen wurde 1233 als Hekethusen zum ersten Mal erwähnt. Damals beherrschte die begüterte Adelsfamilie de Hekethusen die Region. Das nordöstliche Dorf Kleinwörden (wörden = Wurt) gehört seit 1972 zu Hechthausen.
Die Hofanlage mit einem längeren Zufahrtsweg besteht aus dem eingeschossigen, zum Hof giebelständigen Wohn- und Wirtschaftsgebäude von 1859 (Inschrift), das als Zweiständer-Hallenhaus in gleichmäßigem engmaschigen Fachwerk mit Steinausfachungen errichtet wurde. Es besitzt ein reetgedecktes Satteldach mit Fledermausgaube. Der Wirtschaftsgiebel mit der Grooten Door mit Korbbogen ist mit zwei unüblich breiteren Stalltüren versehen und mit senkrechter regionaltypischer Verbretterung sowie Uhlenloch und niedersächsischen Pferdeköpfen als Giebelschmuck ausgestattet. Die Wohngiebelwand im Erdgeschoss wurde massiv erneuert und im Giebeldreieck verkleidet.
Dazu gehört die eingeschossige, zum Hof giebelständige firstparallele Scheune. Sie stammt im Kern aus dem Jahr 1759 und wurde als Zweiständer-Hallenhaus in gleichmäßigem Rasterfachwerk mit Steinausfachung und reetgedecktem Satteldach errichtet. Sie besitzt eine Groote Door und Nord-Süd-Längsdurchfahrt, zwei breitere Stalltüren sowie vertikale regionaltypische Verbretterung im Giebeldreieck. Das Gebäude wurde 1859 erneuert (Inschrift).
Das Landesdenkmalamt befand u. a.: „… typische Bebauung mit Parallelstellung der Gebäude auf einer Wurt“. Diese spiegele „einen im 19. Jahrhundert erlangten wirtschaftlichen Wohlstand der Region wider …“
Die Hofanlage Alte Fährstraße 8 aus der gleichen Zeit ähnelt diesen Bauten.